# 中凯文化
广东中凯文化发展有限公司，简称中凯文化（ZOKE CULTURE）是中国一家音像发行公司。

## 历史
成立于1998年，位于广州市机场路广东音像城，属下公司有九州音像出版公司等，主管影音产品（包括DVD和VCD），主要经营产品有“中凯电视剧”、“中凯大电影”、“中凯百科”、“中凯唱片”等。中凯文化代理公司有SHOWGOOD（数码娱乐国际有限公司）、中国星集团、电视广播（国际）有限公司。